# جورج غودمان سيمبسون
جورج غودمان سيمبسون (بالإنجليزية: George Goodman Simpson)‏ هو عسكري أسترالي، ولد في 14 سبتمبر 1896 في St Kilda, Victoria ‏ في أستراليا، وتوفي في 1 أبريل 1990 في Horsham ‏ في المملكة المتحدة.